# Veaugues
Veaugues – miejscowość i gmina we Francji, w Regionie Centralnym, w departamencie Cher.
Według danych na rok 1990 gminę zamieszkiwały 564 osoby, a gęstość zaludnienia wynosiła 20 osób/km² (wśród 1842 gmin Regionu Centralnego Veaugues plasuje się na 631. miejscu pod względem liczby ludności, natomiast pod względem powierzchni na miejscu 387.).